# Alvinho de Omolu
Álvaro Pinto de Almeida Sobrinho (- 21 de julho de 2008) mais conhecido como Alvinho de Omolu por ser branco. Babalorixá do Candomblé, filho de Cristóvão d'Ogum no Terreiro do Pantanal na Baixada Fluminense, Rio de Janeiro. Sua raiz se expande por Maria Violão de Olooke, e Tio Firmo de Oxum.